# Cecília de Foix
Cecília de Foix (? - Foix, Llenguadoc, 1270) fou comtessa consort d'Urgell (1256-1268).

## Biografia
Filla de Roger Bernat II de Foix, es va casar el 1256 amb Àlvar I d'Urgell, el qual havia rebutjat a la seva primera muller Constança de Montcada, neboda de Jaume I el Conqueridor, amb qui s'havia casat el 1253. Abans del matrimoni, el comte Àlvar I havia demanat la nul·litat. Constança va demanar els seus drets com a legítima esposa i Cecília va defensar la seva unió matrimonial davant el Papa i els bisbes que van formar el tribunal arbitral. Després de sentències contradictòries, sota la influència de Ramon de Penyafort, aquest tribunal sentencià en contra de Cecília de Foix, obligant Àlvar I a viure amb Constança, una sentència que no van complir.
Envaït el comtat d'Urgell per les tropes del comte-rei català, fugí amb el seu marit cap a Foix on morí, dos anys després del seu marit.
Del seu matrimoni en nasqueren tres fills:
- Ermengol X (v 1274-1314), darrer comte d'Urgell de la casa Cabrera.[2][3]
- Àlvar II, vescomte d'Àger.[2][3]
- Cecília d'Urgell, casada amb Jofre IV de Rocabertí.[cal citació]